# José Rafael García-Fuster González-Alegre
José Rafael García-Fuster González-Alegre (Toledo, 25 de desembre de 1949) ha estat un polític valencià, diputat en les dues primeres legislatures de les Corts Valencianes, senador i regidor de l'ajuntament de València.

## Biografia
Es llicencià en dret. Després de treballar un temps com a advocat fou delegat a València d'"Iberagentes SA", una societat instrumental d'agents de canvi i borsa. També és membre de la Reial Acadèmia de Cultura Valenciana.
Políticament fou secretari de la secció valenciana d'Alianza Popular, partit amb el qual fou elegit diputat a les eleccions a les Corts Valencianes de 1983. Durant la primera legislatura de les Corts Valencianes fou portaveu del Grup Popular, secretari de la Comissió d'Estatut dels Diputats i vicepresident de la Diputació Permanent de les Corts Valencianes. Fou escollit novament diputat a les eleccions a les Corts Valencianes de 1987, aquest cop dins les llistes del Partido Popular. De 1988 a 1991 fou president de la comissió de Control de l'Actuació de la RTVV i Societats que en depenen, vicepresident primer de la Fira Mostrari Internacional de València, i vicepresident de l'Empresa Municipal de Transports de València.
A les eleccions municipals espanyoles de 1991 fou escollit regidor de l'Ajuntament de València on és designat tinent d'alcalde. Va ser un dels nou regidors del PP encapçalats per Rita Barberá que van desbancar el PSPV-PSOE de l'alcaldia de València, amb el suport Unió Valenciana de Vicent González Lizondo. Va cessar com a tinent d'alcalde el març de 1996 quan fou nomenat senador per la Comunitat Valenciana pel PP, càrrec que va ocupar fins al 1999. Fou secretari primer de la Comissió de Reglament del Senat d'Espanya.
Quan deixà el senat abandonà la política i fou nomenat secretari de la Comissió de Control de Bancaixa. És un dels 33 imputats en el cas Bankia i va declarar davant del jutge que va aprovar els comptes presentats per Bankia el maig de 2012, i que aleshores presentaven unes pèrdues de 2.979 milions d'euros, perquè va pensar que tenien suport del Banc d'Espanya i del Govern i que no donar-los suport podria posar en risc el sistema financer espanyol.